# 잔반

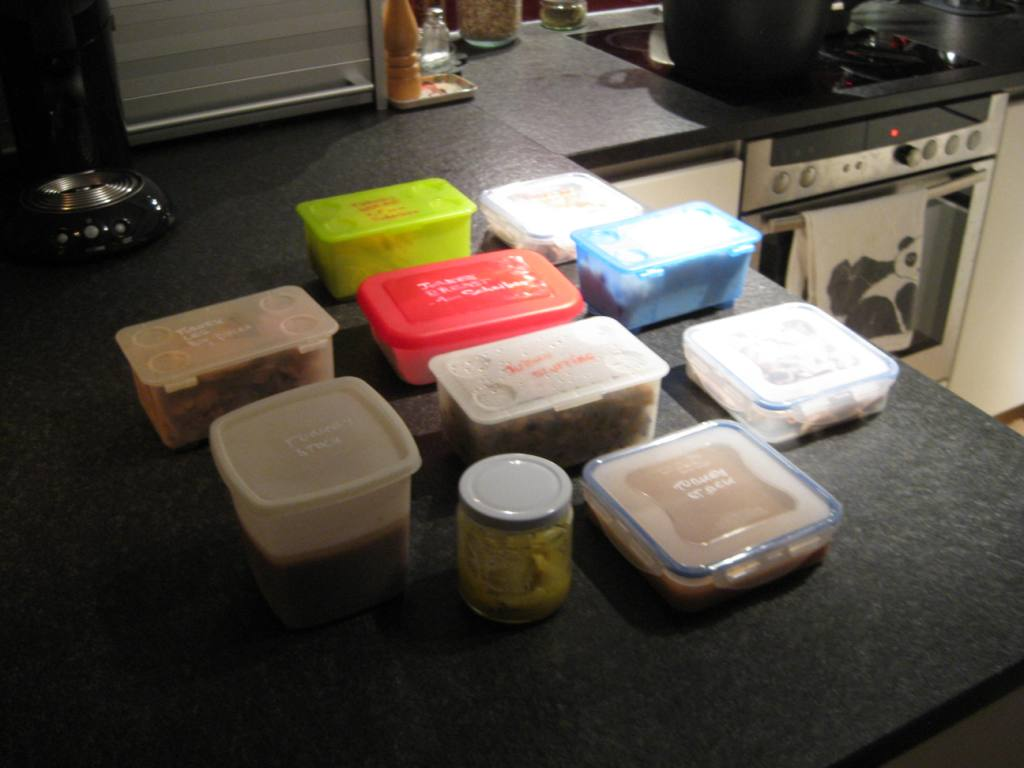

잔반(殘飯) 또는 남은 음식은 식사를 다 마친후 남은 음식물이다. 음식물 쓰레기가 되는 경우가 많지만, 동물의 먹이, 비료 등 다양하게 이용된다. 잔반은 식사가 끝났을 때 소비되지 않은 잉여 음식으로, 나중에 먹을 목적으로 용기에 담을 수 있다. 뼈와 같은 먹을 수 없는 잔여물은 잔반이 아닌 폐기물로 간주된다. 상황과 음식의 양, 음식의 종류에 따라 잔반은 보관하거나 폐기할 수 있다.
잔반의 사용은 식사를 한 곳, 식사하는 사람의 선호도, 지역 문화에 따라 다르다. 집에서 식사하고 잔반은 나중에 먹는 경우가 많다. 이는 밀폐된 용기와 냉장의 편리함과 개인적인 환경으로 인해 촉진된다. 사람들은 냉장고에서 꺼낸 잔반을 바로 먹거나, 다시 데우거나, 새로운 요리를 만들기 위한 재료로 사용할 수 있다.
식당에서는 식사에서 먹지 않은 음식을 나중에 소비하기 위해 손님이 가져가는 경우가 있다. 미국에서는 잔반을 담는 용기에 대한 일반적인 용어가 "doggy bag"이었는데, 실제로는 애완동물에게 먹이는 음식이라는 개념이 있었다.

## 같이 보기
- 오이스터 페일
- 음식물 쓰레기